# ウールディア
ウールディア（英語: Ooldea）は、南オーストラリア州に属する小集落の1つである。

## 地理
ウールディアはちょうどオーストラリア大陸南部のナラボー平原の東端に位置する。この小集落には、オーストラリア大陸横断鉄道が通っており、このウールディアの付近からナラボー平原を東西に横切る形で西オーストラリア州のNurinaの付近まで約478 kmに亘って路線の線形が直線の区間に入る。なお、大陸横断鉄道が通る主要都市の1つのポートオーガスタからは、大陸縦断鉄道が分岐するタークーラを経由して、西に約863 kmの場所にウールディアが有る。なお、ウールディアへは、舗装された道路のEyre Highwayから約143 km離れている。

## 大陸横断鉄道史
ウールディアは、泉が湧出している場所に近いために大陸横断鉄道の建設において重要な役割を果たし、ここに宿舎が置かれた。西オーストラリア州のカルグーリーから延伸してきた路線と南オーストラリア州のポートオーガスタから延伸してきた路線が1917年10月17日にウールディアで接続された。2017年10月17日には、ウールディアに設置されている鉄道の側線を利用して接続100周年の祝賀会が開催された。